# Gornji Grbavci
Gornji Grbavci (en serbe cyrillique : Горњи Грбавци) est un village de Bosnie-Herzégovine. Il est situé dans la municipalité de Zvornik et dans la république serbe de Bosnie. Selon les premiers résultats du recensement bosnien de 2013, il compte 1 081 habitants.

## Démographie

### Évolution historique de la population dans la localité
| 1948 | 1953 | 1961 | 1971 | 1981  | 1991 | 2013  |
| ---- | ---- | ---- | ---- | ----- | ---- | ----- |
| 588  | 656  | 729  | 863  | 1 003 | 939, | 1 081 |

|  |

### Communauté locale
En 1991, Grbavci Gornji faisait partie de la communauté locale de Grbavci qui comptait 1 997 habitants, répartis de la manière suivante :